# Sikhio (huyện)
Sikhio (tiếng Thái: สีคิ้ว) là một huyện (amphoe) ở phía tây của tỉnh Nakhon Ratchasima, Thái Lan.

## Lịch sử
Ban đầu có tên Mueang Nakhon Chantuek, Sikhio là một thành phố cổ biên giới giữa thung lũng Chao Phraya của Xiêm và cao nguyên Khorat của Vạn Tượng. Trụ sở huyện nằm ở Ban Chantuek, ngày nay là nha ga xe lửa. Nakhon Chantuek trực thuộc chính phủ Xiêm.
Ngày 1 tháng 4 năm 1898, đơn vị này thành 1 huyện của Nakhon Ratchasima. Trụ sở huyện đã được dời đến Ban Nong Bua năm 1901, và được dời đến Ban Sikhio năm 1906, cả hai lần đều do bệnh sốt rét.
Năm 1939, huyện đã được đổi tên từ Chanthuek
thành Sikhio.

## Địa lý
Huyện nằm ở trong dãy núi Dong Phaya Yen.
Các huyện giáp ranh (từ phía bắc theo chiều kim đồng hồ) là Dan Khun Thot, Sung Noen và Pak Chong của Nakhon Ratchasima, Muak Lek của tỉnh Saraburi và Lam Sonthi của tỉnh Lopburi.

## Hành chính
Huyện này được chia thành 12 phó huyện (tambon), các đơn vị này lại được chia ra thành 170 làng (muban). Thị xã (thesaban mueang) Sikhio nằm trên một phần của tambon Sikhio and Mittraphap. Có four subdistrict municipalities (thesaban tambon) Lad Bua Khao nằm trên một phần của tambon Lad Bua Khao, and Khlong Phai nằm trên một phần của tambon Khlong Phai, Mueang Sikhio các khu vực của tambon Sikhio không thuộc thị xã Sikhio, và Nong Nam Sai.
| STT | Tên           | Tên tiếng Thái | Số làng | Dân số |  |
| --- | ------------- | -------------- | ------- | ------ |  |
| 1.  | Sikhio        | สีคิ้ว            | 18      | 17.750 |  |
| 2.  | Ban Han       | บ้านหัน          | 11      | 4.479  |  |
| 3.  | Kritsana      | กฤษณา          | 12      | 6.681  |  |
| 4.  | Lat Bua Khao  | ลาดบัวขาว       | 17      | 19.907 |  |
| 5.  | Nong Ya Khao  | หนองหญ้าขาว     | 15      | 9.104  |  |
| 6.  | Kut Noi       | กุดน้อย          | 14      | 7.536  |  |
| 7.  | Nong Nam Sai  | หนองน้ำใส       | 18      | 12.429 |  |
| 8.  | Wang Rong Yai | วังโรงใหญ่       | 14      | 7.518  |  |
| 9.  | Mittraphap    | มิตรภาพ         | 13      | 13.380 |  |
| 10. | Khlong Phai   | คลองไผ่         | 10      | 9.353  |  |
| 11. | Don Mueang    | ดอนเมือง        | 16      | 6.998  |  |
| 12. | Nong Bua Noi  | หนองบัวน้อย      | 12      | 6.221  |  |